# Impulse Coaster
Impulse Coaster ist die Bezeichnung eines Stahlachterbahnmodells des Herstellers Intamin, welches erstmals 1998 ausgeliefert wurde und zur Kategorie der Inverted Coaster, Launched Coaster und Shuttle Coaster zählt. Es existiert in drei Varianten: Spike & Spike, Twist & Spike und Twist & Twist.
Die Strecke verfügt über eine Beschleunigungsstrecke und zwei 90° steile Türme, die entweder beide gerade, beide verdreht (twisted) oder sowohl gerade als auch verdreht sein können. Die erste Auslieferung, Linear Gale in Tokyo Dome City, ist die einzige Anlage, die über zwei gerade Türme verfügt. Eine Besonderheit stellt Flash: Vertical Velocity in Six Flags Discovery Kingdom dar: Die Anlage der Variante Twist & Spike verfügte ursprünglich über einen geraden und einen verdrehten Turm. Aufgrund der Höhenbeschränkung von 150 Fuß der Stadt wurde die Bahn aber Anfang 2002 umgebaut. Der gerade Turm wurde in der Höhe gekürzt und der verdrehte Turm wurde um 45° gekippt. Aus diesem Grund verfügt der verdrehte Turm nun über eine Inversion.

## Fahrtablauf
Der Zug wird aus der Station heraus mittels eines LIM-Antriebs beschleunigt und fährt den ersten Turm hinauf. Dabei wird die maximale Höhe noch nicht erreicht und der Zug rollt den Turm wieder hinab. In der Station wird der Zug rückwärts weiter beschleunigt und fährt den zweiten Turm hinauf. Diesmal wird eine größere Höhe erreicht. Wenn der Zug diesen Turm wieder hinabgerollt ist, wird er in der Station weiter beschleunigt und erreicht auf dem ersten Turm nun die maximale Höhe. Bei der Rückwärtsfahrt wird der Zug nochmals beschleunigt, um auf dem zweiten Turm die maximale Höhe zu erreichen. Noch einmal fährt der Zug den ersten Turm hinauf, wird danach aber bei der Rückwärtsfahrt abgebremst und kommt in der Station zum Halt.

## Züge
Die Impulse Coaster verfügen über einzelne Züge mit jeweils sechs bis sieben Wagen. In jedem Wagen können vier Personen (zwei Reihen à zwei Personen) Platz nehmen.

## Standorte
| Achterbahn               | Betreiber                                                       | Land                | Variant       | Eröffnung            | Schließung        |
| ------------------------ | --------------------------------------------------------------- | ------------------- | ------------- | -------------------- | ----------------- |
| Flash: Vertical Velocity | Six Flags Discovery Kingdom                                     | Vereinigte Staaten  | Twist & Spike | 8. Juni 2001         |                   |
| Flash: Vertical Velocity | Six Flags Great America                                         | Vereinigte Staaten  | Twist & Spike | 18. Mai 2001         |                   |
| Legendary Twin Dragon    | Chongqing Sunac Land                                            | Volksrepublik China | Twist & Twist | 3. Februar 2021      |                   |
| Linear Gale              | Tokyo Dome City                                                 | Japan               | Spike & Spike | 1998                 | 31. Oktober 2010  |
| Possessed Steel Venom    | Dorney Park & Wildwater Kingdom Geauga Lake & Wildwater Kingdom | Vereinigte Staaten  | Twist & Spike | Mai 2008 5. Mai 2000 | 2006              |
| Screaming Condor         | Leofoo Village Theme Park                                       | Taiwan              | Twist & Spike | 2001                 |                   |
| Steel Venom              | Valleyfair!                                                     | Vereinigte Staaten  | Twist & Spike | 17. Mai 2003         |                   |
| Wicked Twister           | Cedar Point                                                     | Vereinigte Staaten  | Twist & Twist | 5. Mai 2002          | 6. September 2021 |